# تری بریسلی
تری بریسلی (انگلیسی: Terry Brisley؛ زادهٔ ۴ ژوئیهٔ ۱۹۵۰) بازیکن فوتبال اهل بریتانیا است.
از باشگاه‌هایی که در آن بازی کرده‌است می‌توان به باشگاه فوتبال چارلتون اتلتیک، باشگاه فوتبال پورتسموث، باشگاه فوتبال ساوتند یونایتد، باشگاه فوتبال چلمزفورد سیتی، باشگاه فوتبال میلوال، باشگاه فوتبال مایدستون یونایتد، و باشگاه فوتبال لیتون اورینت اشاره کرد.